# Manifeste des 363
Ne doit pas être confondu avec Manifeste des 343.

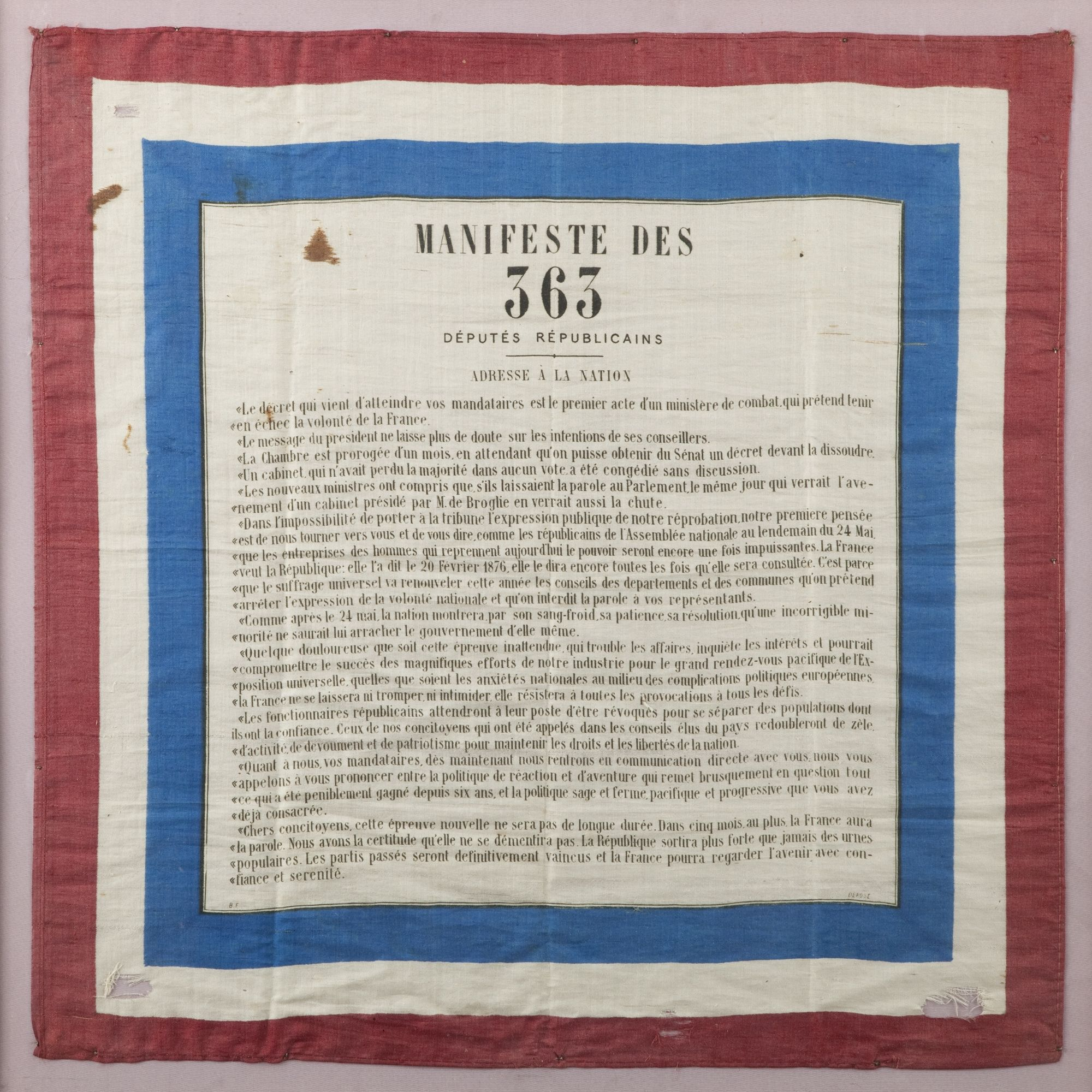
Le texte du manifeste des 363 députés républicains, imprimé sur un foulard en soie.

Le manifeste des 363 est une déclaration adressée le 18 mai 1877 par les députés républicains au président de la République Patrice de Mac Mahon. Ils lui expriment leur opposition face à la politique menée ainsi qu’à l'instauration du monarchiste duc de Broglie à la présidence du Conseil, alors que la majorité de la Chambre est républicaine.

## Contexte historique

### Président conservateur et majorité républicaine à la Chambre des députés

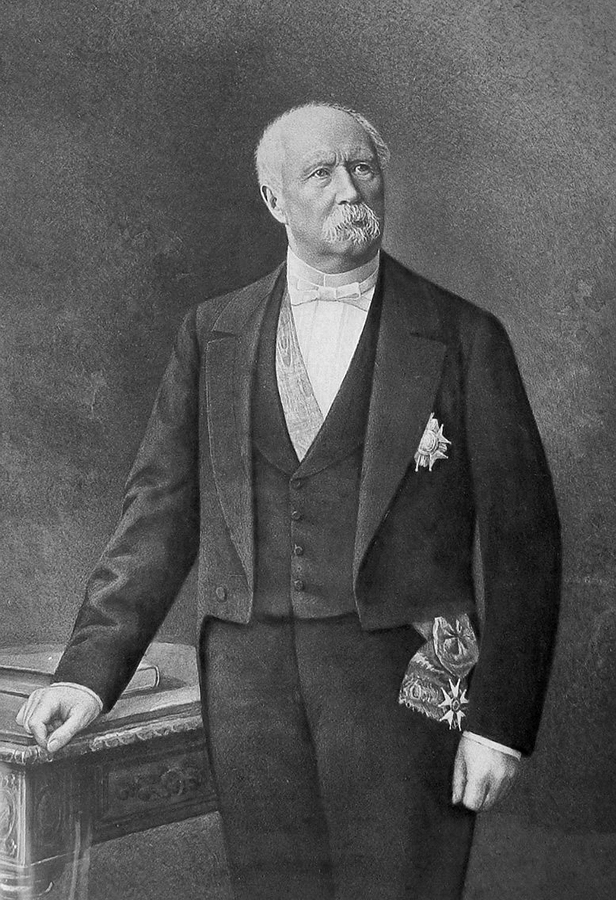
Portrait officiel du président Mac Mahon par Pierre Petit (1873)

Le 24 mai 1873, Patrice de Mac Mahon est élu président de la République par la majorité royaliste (en remplacement d'Adolphe Thiers). Celui-ci se montre favorable au retour de la monarchie et agit « en maître absolu du pouvoir exécutif » pendant les premières années de son mandat en nommant un gouvernement d'ordre moral, dirigé par Albert de Broglie. Après le vote de la loi du 20 novembre 1873, il est reconduit à son poste pour sept ans. Plus tard, la tendance observée lors des élections partielles est confirmée à l’issue des élections législatives de 1876, qui font gagner près de 350 sièges aux républicains à la Chambre des députés. Malgré sa reconduction, le président (Mac Mahon) doit composer avec ses adversaires politiques qui forment désormais la majorité au sein de l’organe législatif.

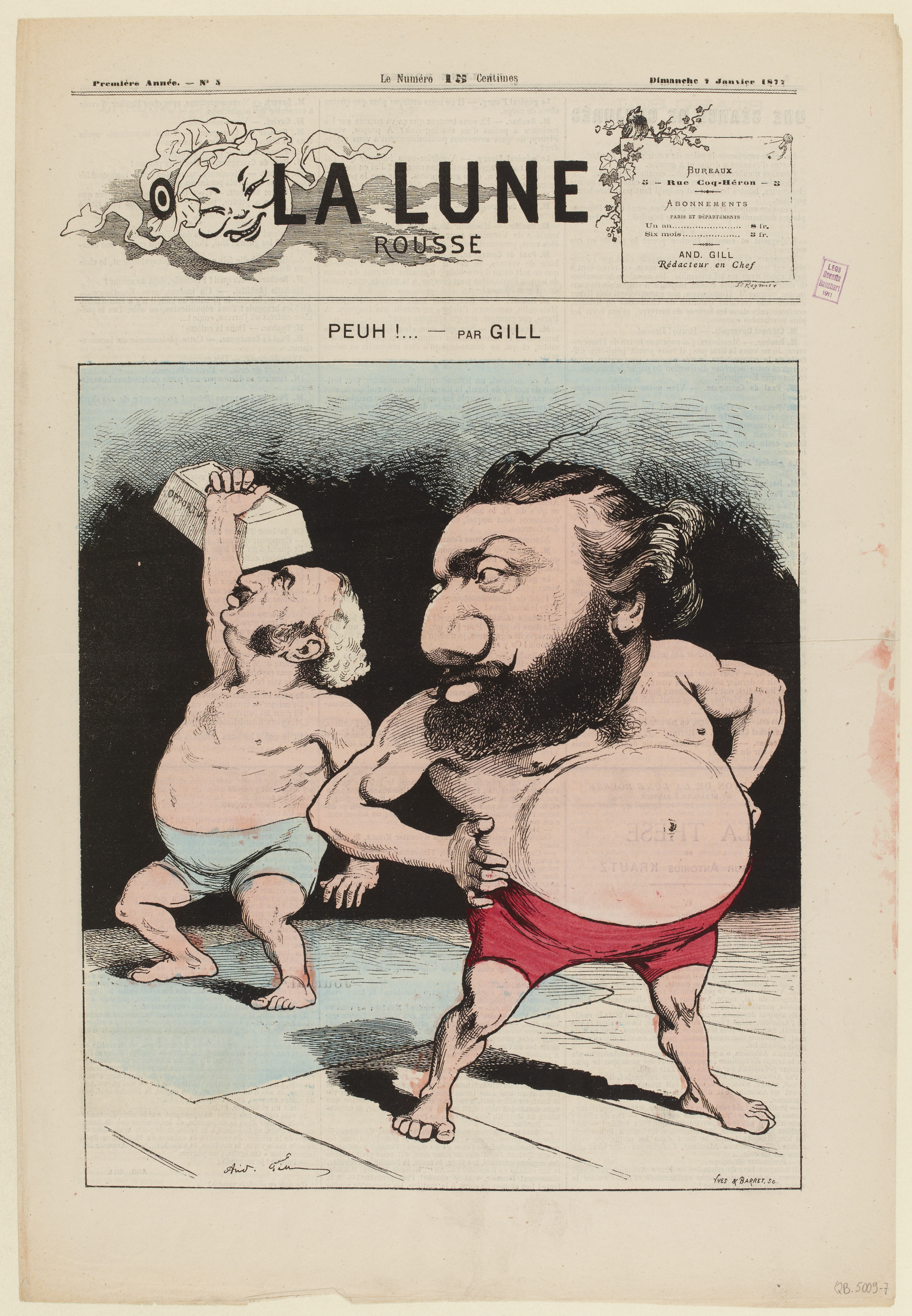
Représenté en hercule de foire, Jules Simon parvient à soulever le poids de l'opportunisme devant un Gambetta jaloux. Caricature par André Gill, La Lune rousse, 7 janvier 1877

L'effondrement des conservateurs est vécu comme un désastre par le président Mac Mahon qui nomme Jules Dufaure à la tête d'un gouvernement, composé de monarchistes modérés et de républicains de centre gauche,. Le nouveau président du Conseil doit faire face à la pression des députés et au fait que son ministère ne cesse de chercher des compromis, jusqu'à sa démission le 9 décembre. Son successeur est Jules Simon (proche de d’Aldophe Tiers), ce dernier se décrit comme « profondément républicain et profondément conservateur »,. Il présente un double avantage pour le président, puisqu’il est à la fois bien plus à gauche que son précédesseur mais également un opposant notoire à Léon Gambetta (chef de file de la majorité républicaine,).

### Le ministère Simon et la question cléricale (début mai 1877)

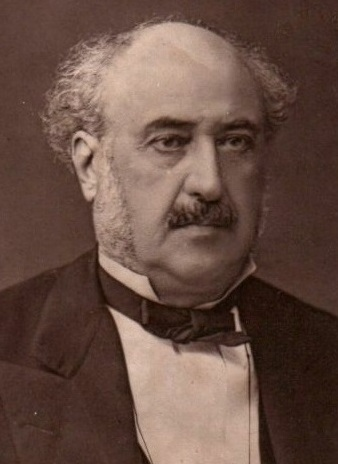
Jules Simon, président du Conseil à l'ouverture de la crise du 16 mai

Pour Jules Simon comme pour son prédécesseur, la position est délicate entre un Sénat monarchiste, un président conservateur et une Chambre républicaine. Le nouveau président du Conseil donne des gages à la gauche en épurant la haute administration, ce qui lui vaut l'hostilité du président Mac Mahon, mais les républicains formulent des exigences accrues et Gambetta s'acharne à mettre Simon en difficulté.
Depuis le début de l'année 1877, les questions religieuses agitent la classe politique après que plusieurs évêques français aient répondu à l'appel du pape en demandant à leurs diocésains d'adresser des pétitions au président de la République afin qu'il intervienne publiquement pour rétablir le pouvoir temporel du souverain pontife. Le 4 mai 1877, à la tribune de la Chambre, Gambetta s'insurge contre ce qu'il considère comme une ingérence de l'Église dans les affaires françaises et à Jules Simon de manquer de fermeté. Il dénonce « le mal clérical […] infiltré profondément dans ce qu'on appelle les classes dirigeantes du pays » et ponctue son discours par une célèbre formule empruntée à son ami journaliste Alphonse Peyrat, « Le cléricalisme ? Voilà l'ennemi ! ». 
Une motion est votée pour condamner les menées ultramontaines, à laquelle Simon ne s'oppose pas,,.

### Lettre de Mac Mahon et démission de Jules Simon (16 mai)
Le président Mac Mahon accuse Simon de subir l'influence d'une majorité qui se radicalise dans une voie anticléricale et d'être en quelque sorte l'otage de Gambetta, d'autant que le 15 mai, le président du Conseil n'empêche pas la Chambre d'adopter l'abrogation d'une loi réprimant le délit de presse,. Le 16 mai 1877, au petit matin, Mac Mahon réagit vivement à la lecture du Journal officiel qui rend compte du débat de la veille à la Chambre. Considérant que la prise de parole de Jules Simon déroge aux positions arrêtées en Conseil des ministres, il rédige une lettre qu'il lui adresse aussitôt.
Dans cette lettre, le président de la République demande au chef du gouvernement « s'il a conservé sur la Chambre l'influence nécessaire pour faire prévaloir ses vues » et réclame « une explication […] indispensable », justifiant son intervention par l'idée sacrée qu'il se fait de sa fonction : « si je ne suis pas responsable comme vous envers le parlement, j'ai une responsabilité envers la France, dont aujourd'hui plus que jamais je dois me préoccuper »,,. Blessé par ce désaveu, Jules Simon remet aussitôt sa démission au chef de l'État, sans avoir pourtant été mis en minorité à la Chambre,.
Jules Simon se rend alors aux obsèques de l'ancien ministre Ernest Picard puis à celles de l'ancien député Taxile Delord, où il avertit de la situation ses différents ministres et les nombreux hommes politiques présents qui s'offusquent de l'initiative du président de la République. Une réunion de la Gauche républicaine, déjà prévue à 15 h au boulevard des Capucines, s'ouvre aux autres formations politiques et réunit finalement 200 parlementaires dont quelques sénateurs. Une réunion plénière est décidée pour le soir même au Grand Hôtel, lors de laquelle environ 300 députés adoptent l'ordre du jour proposé par Léon Gambetta qui, désirant s'en tenir à la légalité de la Constitution, rappelle que « la prépondérance du pouvoir parlementaire s'exerçant par la responsabilité ministérielle est la première condition du gouvernement du pays par le pays ».

## Manifeste des 363

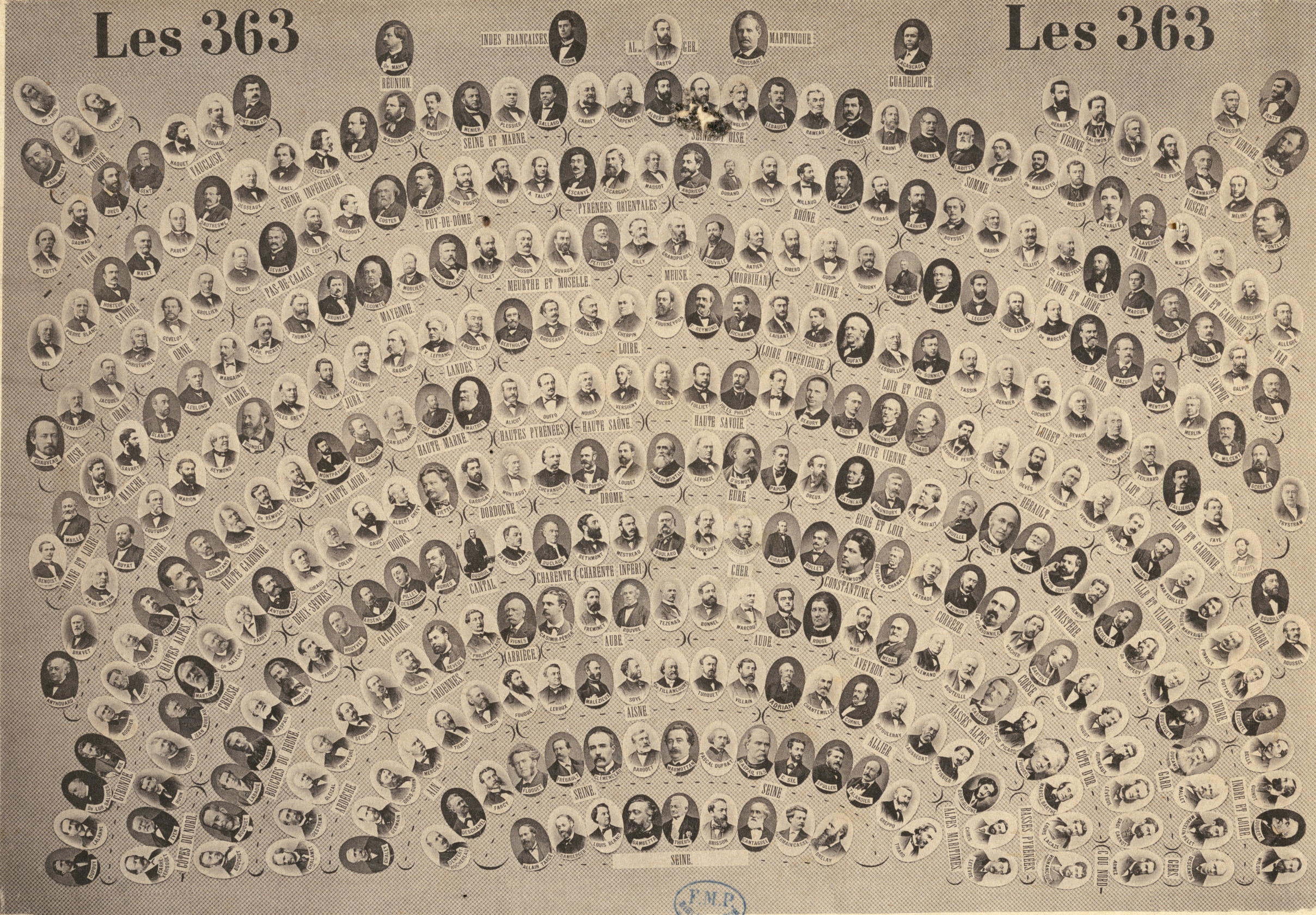
Portraits en médaillons des « 363 », disposés en éventail.

Le président Mac Mahon décide de rappeler Albert de Broglie à la présidence du Conseil pour former un gouvernement de droite en concordance avec ses vues, et livre ainsi une lecture dualiste de la constitution : pour lui le gouvernement est tout autant son émanation que celle de la Chambre des députés. 
Le matin du 17 mai, alors que la presse se fait l'écho de la crise, une foule nombreuse se rassemble devant la gare Saint-Lazare au départ des trains de parlementaires qui se rendent à Versailles, aux cris de « Vive la République ! », « Vive Gambetta ! ». À la Chambre, alors que la droite tente de s'opposer à la prise de parole de Gambetta, arguant qu'on ne peut interpeller un ministère qui n'existe plus, le député républicain, rappelant que son discours ne doit pas être vu comme un mouvement d'hostilité à l'égard du président de la République, demande à Mac Mahon « de rentrer dans la vérité constitutionnelle ». Il condamne ensuite la nomination du duc de Broglie et demande « si l'on veut gouverner avec le gouvernement dans toutes ses nuances, ou si, au contraire, en rappelant des hommes repoussés trois ou quatre fois par le suffrage populaire, on prétend imposer une dissolution qui entraînerait une consultation nouvelle de la France ». L'ordre du jour qu'il défend recueille 347 voix contre 149, la grande majorité des députés du centre gauche s'étant associés aux autres républicains.
La composition du gouvernement est annoncée le 18 mai et le nouveau ministre de l'Intérieur, le bonapartiste Oscar Bardi de Fourtou, donne lecture aux députés du message aux chambres du président de la République qui justifie sa volonté de rompre avec le radicalisme et sa décision d'ajourner les chambres pour un mois. Immédiatement après la clôture de la séance, les députés républicains se rassemblent dans le bureau du sénateur Émile de Marcère à l'hôtel des Réservoirs. Léon Gambetta propose alors de rédiger une adresse au pays qui constituerait « un acte de protestation contre la politique irrégulière, sinon dans la lettre, au moins dans l'esprit de la Constitution ». Alors qu'un député évoque l'adresse des 221 ayant abouti à la dissolution de la Chambre des députés par le roi Charles X en 1830, Gambetta reprend l'idée et estime qu'une telle adresse entraînera la chute définitive des conservateurs : « Imaginez quel sera le reflux de cet océan du suffrage universel poussant devant lui et rejetant pour jamais sur la grève toutes les épaves de l'Ancien Régime ». Le texte, rédigé pour l'essentiel par son ami Eugène Spuller, prend le nom de manifeste des 363, du nombre de députés y ayant joint leur signature. Il affirme que « la France veut la République » et  qu'« elle montrera par son sang-froid, sa patience, sa résolution, qu'une incorrigible minorité ne saurait lui arracher le gouvernement d'elle-même ». Les trois groupes de gauche au Sénat y ajoutent pour leur part une déclaration voisine.

## Le manifeste des 363 et les signataires

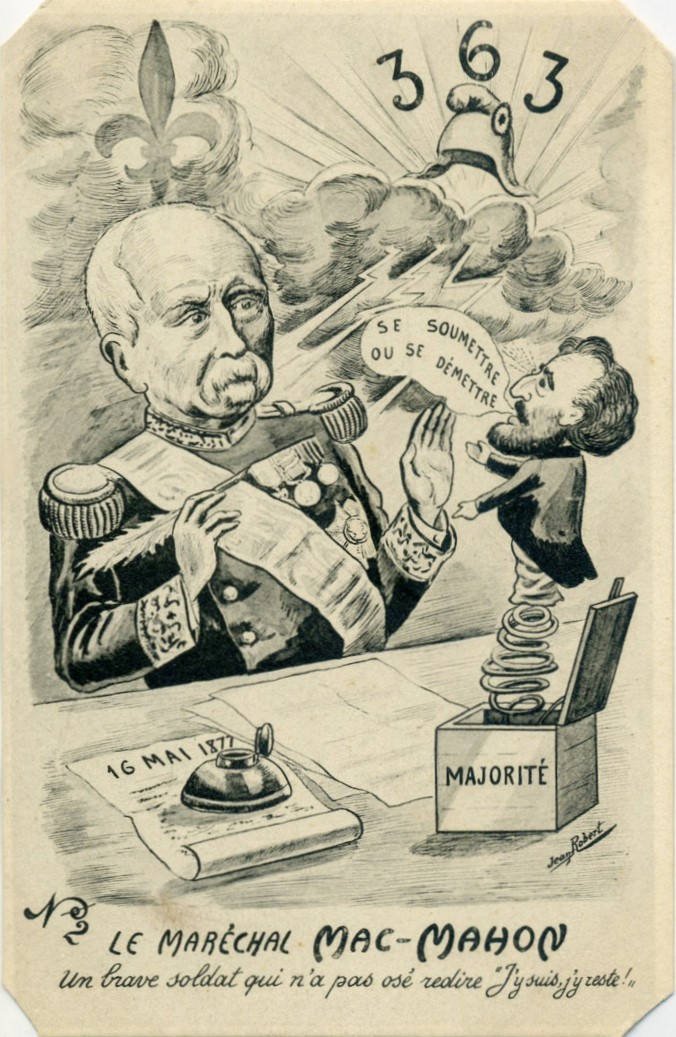
La crise du 16 mai 1877 : Léon Gambetta jaillit d'une boîte à surprise tel un diable à ressort devant Mac Mahon.
Surmonté d'un bonnet phrygien et du chiffre évoquant les 363 députés républicains, un nuage darde des éclairs sur le président tandis que le représentant de la majorité républicaine à la Chambre des députés prononce la péroraison de son discours lillois du 15 août 1877 : « Se soumettre ou se démettre ».
Caricature de Jean Robert, carte postale d'époque.

Le camp républicain, pour contrer le pouvoir présidentiel, choisit de rédiger un manifeste, le 18 mai, contre le président Mac-Mahon, un peu comme les parlementaires libéraux avait écrit leur Adresse des 221 pour dénoncer les abus de pouvoirs de Charles X. Les républicains prônent un gouvernement responsable devant les chambres  ce qui va à l'encontre de la politique de Mac-Mahon, ce dernier se définissant lui-même « au-dessus des partis » c'est-à-dire, que le président nomme ses ministres comme bon lui entend. Le manifeste invite les électeurs à ne pas approuver cette « politique de réaction et d'aventure » que semble prendre le gouvernement de Broglie, il s'agit en fait, d'une véritable motion de défiance de la part des républicains envers le gouvernement en place. 
Le manifeste est rédigé de la main d'Eugène Spuller, proche de Léon Gambetta.

## Les suites du manifeste

### Une crise longue de sept mois

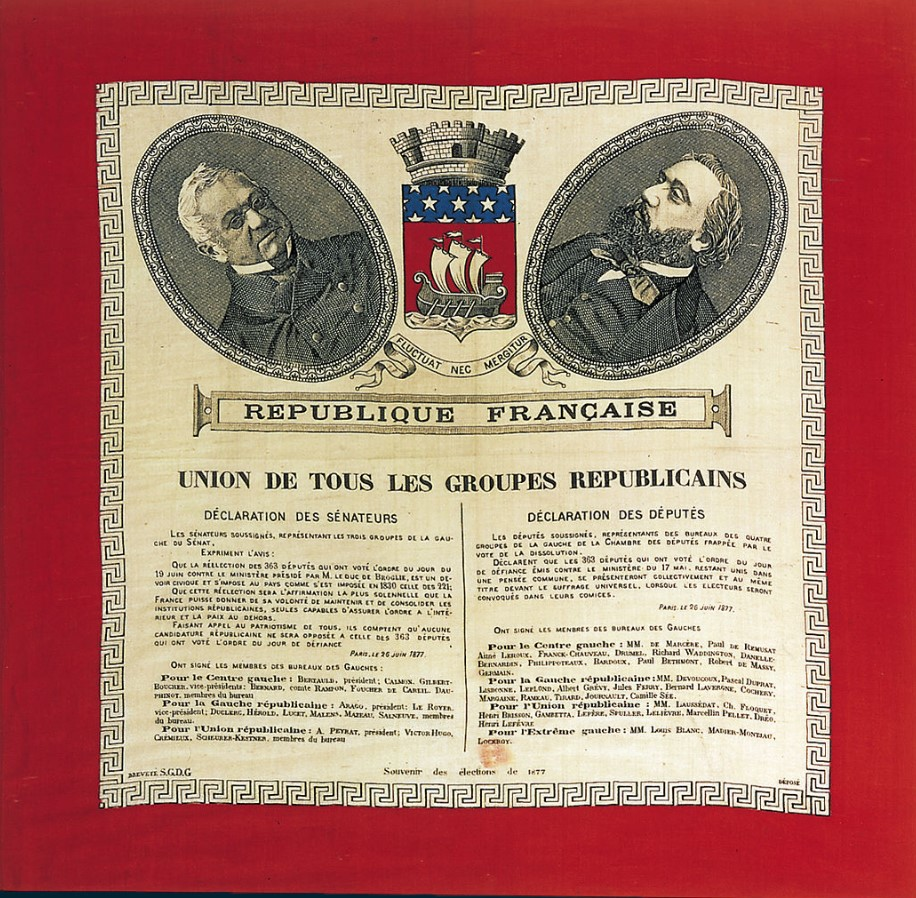
Foulard commémoratif de l'« union de tous les groupes républicains », le 26 juin 1877. Portraits de Thiers et Gambetta en médaillons.

Le 25 juin, le président Mac Mahon prononce la  dissolution de la Chambre, comme le permet l'article 5 de la loi du 25 février 1875, et avec l'avis conforme du Sénat,.
Bien que la campagne électorale ne s'ouvre officiellement que le 22 septembre, les mois qui la précèdent sont très agités politiquement. Le maréchal s'engage personnellement dans la bataille au nom de « la lutte entre l'ordre et le désordre » et multiplie les déplacements en province. 
Le 3 juillet, le duc de Broglie déclare que les candidats favorables au chef de l'État pourront utiliser une affiche blanche avec la mention « Candidat du gouvernement du maréchal de Mac-Mahon », à la manière des candidatures officielles du Second Empire. Dans le même temps, le gouvernement d'ordre moral multiplie les poursuites judiciaires contre les titres de presse ou les vendeurs de journaux. Depuis son entrée en fonction, le cabinet Broglie a révoqué de nombreux préfets et sous-préfets pour les remplacer le plus souvent par d'anciens hauts fonctionnaires bonapartistes qui mènent une répression accrue. Près de 2 000 débits de boissons sont fermés, ainsi que plusieurs loges maçonniques, et des élus locaux sont également frappés par ces mesures : 1 743 maires, soit 4 % des édiles, et 1 334 adjoints sont révoqués, et 613 conseils municipaux sont dissous,,.
Les monarchistes restent toutefois divisés et les milieux d'affaires s'engagent massivement auprès des républicains qui apparaissent rassemblés autour des figures de Léon Gambetta et Adolphe Thiers. La mort soudaine de ce dernier, début septembre, tempère quelque peu l'enthousiasme, mais ils démontrent leur unité lors de ses obsèques qui rassemblent une foule considérable dans les rues de Paris. Gambetta, véritable chef de file des 363, avertit Mac Mahon dans son discours à Lille le 15 août : « Quand la France aura fait entendre sa voix souveraine, croyez-le bien, Messieurs, il faudra se soumettre ou se démettre,. »
Les élections législatives ont lieu en octobre et déçoivent les espoirs monarchistes car les républicains ont, malgré leur perte de 39 sièges, toujours la majorité. Mac Mahon tente de résister en nommant d'abord le général de Rochebouët à la tête d'un « ministère d'affaires » dont la seule mission est d'expédier les affaires courantes, puis en envisageant un coup d'État. Le soutien des militaires à une telle entreprise ne lui étant pas garanti, le président se soumet le 13 décembre en acceptant de rappeler Jules Dufaure à la présidence du Conseil.

### Victoire totale des républicains

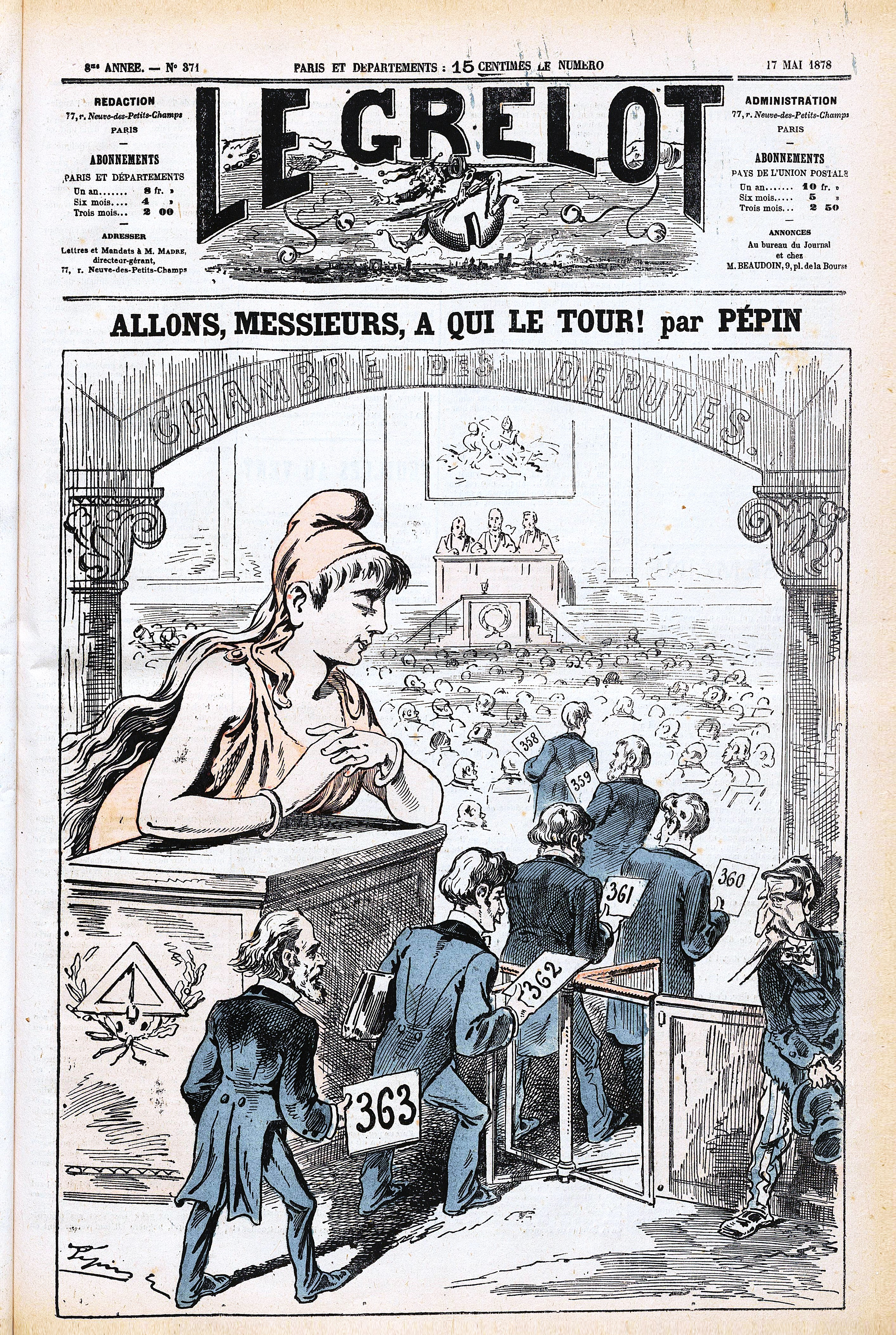
Marianne voit avec satisfaction les « 363 » revenir à la Chambre des députés. Caricature de Pépin, Le Grelot, 17 mai 1878.

Les républicains renforcent leur maîtrise des institutions en obtenant la majorité le 5 janvier 1879 lors des élections sénatoriales, conséquence logique de leur victoire aux élections municipales de 1877. Privé de tout soutien, le président Mac Mahon démissionne le 30 janvier cédant la place au républicain Jules Grévy,. Cela marque une rupture avec les derniers espoirs de restauration monarchique et l’établissement pérenne de la république.
Ce manifeste consacre également le principe d'union des républicains des diverses tendances quand un danger menace la République comme entité politique. La coalition contre Mac-Mahon concrétise une véritable union des gauches parlementaires, soudées par un fort anticléricalisme.